# Musée des trésors nationaux de Kamakura
Le Musée des trésors nationaux de Kamakura (鎌倉国宝館, Kamakura kokuhōkan) ou musée de Kamakura ou Maison des trésors nationaux de Kamakura est un musée japonais situé dans l'enceinte du sanctuaire shinto Tsurugaoka Hachiman-gū à Yukinoshita, Kamakura, préfecture de Kanagawa. Le musée abrite environ quatre mille huit cents objets provenant de la région de Kamakura, dont des sculptures, des peintures et des objets d'art industriels. La plupart de ces œuvres remontent aux époques de Kamakura et Muromachi, du XIIe siècle au XVIe siècle. Certains des objets ont été produits en Chine et importés au Japon.

## Nom
Le terme « trésor national » dans le nom du musée renvoie aux anciens « trésors nationaux du Japon », terme qui désignait tous les biens culturels du Japon choisis par l'État avant l'entrée en vigueur de la loi pour la protection des biens culturels le 29 août 1950. Tous les anciens trésors nationaux ont changé d’appellation pour devenir biens culturels importants du Japon et quelques-uns d'entre eux ont été désignés « nouveaux » trésors nationaux depuis le 9 juin 1951. Du point de vue actuel le nom se réfère à un musée abritant à la fois des « biens culturels importants » et des « trésors nationaux ».

## Histoire
Le musée des trésors nationaux de Kamakura est fondé en avril 1928 pour protéger les importantes œuvres d'art après le séisme de 1923 de Kantō. Le bâtiment, construit la même année, est conçu sur le modèle de la maison des trésors Shōsō-in du temple bouddhiste Tōdai-ji à Nara. En juin 1945 durant la Seconde Guerre mondiale, une partie de la collection est évacuée vers Kushikawa (串川村, kushikawamura), district de Tsukui au nord-ouest de Kamakura et le musée est temporairement fermé du mois d'août au mois d'octobre 1945. Les œuvres déplacées sont retournées en mai 1946.
En octobre 1952, Le musée passe sous la juridiction du conseil d'éducation nouvellement créé de la ville de Kamakura. En novembre 1955, il rejoint l'association du musée de Kanagawa (神奈川県博物館協会, Kanagawa-ken hakubutsukan kyōkai). La « collection de la fondation Ujiie Ukiyo-e » (財団法人氏家浮世絵コレクション) est établie au musée en octobre 1974. En 1983, la salle d'entrepôt de l'annexe du musée est achevée et en mai 2000, le bâtiment principal est désigné Bien culturel tangible du Japon.

## Bâtiment principal
Le bâtiment principal est une construction à deux étages en béton armé avec une toiture en tuiles et une superficie d'environ 800 ㎡, sans sous-sol. La construction ressemble au style plancher surélevé d'un ancien entrepôt. Elle est due à Okada Shin'ichirō (岡田信一郎), architecte du théâtre Kabuki-za et de la succursale d'Otaru de la Banque du Japon, et construite par le Matsui Group (松井組, à présent Matsui Construction Co.: 松井建設株式会社). De l'extérieur, le bâtiment ressemble à la maison des trésors Shōsō-in de Nara, tandis que des techniques des temples de l'époque de Kamakura ont été employées à l'intérieur. Le rez-de-chaussée est utilisé comme entrepôt tandis que le deuxième étage contient une salle d'exposition unique qui s'étend sur presque 600 m2.

## Annexe
L'annexe est reliée au bâtiment principal par une passerelle au deuxième étage. Comme le bâtiment principal, c'est une construction en béton armé avec deux étages au-dessus du sol et un sous-sol avec des salles pour les réparations et les machines. Le rez-de-chaussée abrite des bureaux et la salle du conservateur tandis que le deuxième étage est utilisé comme espace de rangement.

## Trésors de la collection
Le musée de Kamakura abrite cinq trésors nationaux du Japon, soixante-treize pièces répertoriées « bien culturel important » et d'autres œuvres d'art. Il y a environ cent peintures nikuhitsuga ukiyo-e dans la « collection "Ujiie Ukiyo-e ».

### Trésors nationaux
- Portrait de Lanxi Daolong (Rankei Dōryū) (蘭溪道隆像, Rankei Dōryū-zō?).
  - un rouleau suspendu, 104,8 × 46,4 cm, couleur légère sur soie. Époque de Kamakura, 1271. Prêté par le temple Kenchō-ji.
  - un chan (zen) maître chinois, Lanxi, est représenté assis sur une chaise. Le rouleau porte dans sa partie supérieure une inscription de la main même de Lanxi.
- Taima mandala engi (当麻曼荼羅縁起, Taima mandara engi?)
  - deux rouleaux portatifs (Emakimono), 51,5 × 796,7 cm et 51,5 × 689,8, couleur sur papier. Époque de Kamakura. Prêté par le temple Kōmyō-ji.
- Étui de pierre à encre ornée de lames de nacre représentant des chrysanthèmes, des oiseux en vol et une haie de bambous (籬菊螺鈿蒔絵硯箱, magakinikiku raden makie suzuri bako?).
  - une boîte en laque avec décorations maki-e, 26,0 × 24,1 cm, Époque de Kamakura. Prêté par le sanctuaire Tsurugaoka Hachiman-gū.
  - le coffret est un cadeau de l'empereur Go-Shirakawa à Minamoto no Yoritomo[2].
- Anciens trésors sacrés (古神宝類, koshinpōrui?), trente-cinq items de l'époque de Kamakura prêtés par Tsurugaoka Hachiman-gū, dont[3]:
  - un arc en laque rouge (朱漆弓?)
  - trente flèches en laque noire (黒漆矢, kokushitsuya?) (une hampe est manquante)
  - un carquois avec maki-e en or, technique ikakeji, incrusté de décorations en nacre de feuilles d'abricot (沃懸地杏葉螺鈿平やなぐい, ikakeji gyōyō raden no hirayanagui?). Hauteur : 32.7 cm.
  - deux longues épées avec maki-e en or, technique ikakeji, incrusté de décorations en nacre de feuilles d'abricot (沃懸地杏葉螺鈿太刀, ikakeji gyōyō raden no tachi?) (la garde d'épée de l'une est manquante). Longueur : 105.8 cm.
  - un carquois avec maki-e en or, technique ikakeji, incrusté de décorations en nacre de feuilles d'abricot (沃懸地杏葉螺鈿平やなぐい, ikakeji gyōyō raden no hirayanagui?)
- Calligraphie de Daikaku Zenji : sermon et règles bouddhistes (大覚禅師墨蹟　法語規則, daikaku zenji bokuseki hōgo kisoku?).
  - deux rouleaux, 85.2 cm x 41.4 cm (sermon) et 85.5 cm x 40.7 cm (règles), encre sur papier. Époque de Kamakura, XIIIe siècle. Prêté par le temple Kenchō-ji.
  - les deux rouleaux sont écrits par Lanxi Daolong (jap.: Rankei Dōryū, nom posthume : Daikaku Zenji).